# Juan Arias de Villar
Juan Arias del Villar ( †1501 en Mojados), clérigo español de origen gallego que llegó a ser obispo de Oviedo y de Segovia, y presidente de la Real Audiencia y Chancillería de Valladolid.
Natural de Santiago de Compostela, tenía fama de sabio, y había sido deán de la catedral de Sevilla. En 1484 los Reyes Católicos le enviaron como embajador ante el nuevo rey Carlos VIII de Francia para tratar sobre la restitución del Rosellón y Cerdaña.
El 4 de agosto de 1487 fue elegido obispo de Oviedo, y en 1491 le conceden la presidencia de la Real Audiencia y Chancillería de Valladolid. En la diócesis de Oviedo se mantuvo hasta 1498, pues el 14 de febrero de ese mismo año fue nombrado obispo de Segovia. Falleció en la villa de Mojados en septiembre de 1501, y fue enterrado en la catedral de Segovia.
| Predecesor: Gonzalo de Villadiego | Obispo de Oviedo 1487-1498  | Sucesor: Juan Daza           |
| Predecesor: Juan Arias de Ávila   | Obispo de Segovia 1498-1501 | Sucesor: Juan Ruiz de Medina |

- Datos: Q5947556